# Gore Grind Thrash Attack Live
Gore Grind Thrash Attack Live – album australijskiej grupy Fuck...I’m Dead. Obie wersje, czyli w formacie CD i DVD wydano 27 listopada 2006. Materiał został nagrany podczas koncertu, który odbył się w The Arthaouse, w mieście Melbourne, Australia.

## Lista utworów
1. "Twist of Death" – 1:21
2. "Anal Abattoir" – 1:59
3. "Barefoot and Shitfaced" – 0:52
4. "Violet" – 1:25
5. "Gore-Ridden" – 1:10
6. "Cliteral Damage" – 2:02
7. "Colon Commando" – 1:14
8. "Ruthless Aggression" – 2:02
9. "Enemosity" – 1:01
10. "Force-Fed Brutality" – 2:21
11. "Waft of Stench" – 1:50
12. "Bury the Cunt in Shit" – 2:01
13. "Cave in Your Cranial Cavity" – 1:13
14. "Little Licky Webster" – 1:40
15. "Burnt to an Absolute Crisp" – 1:08
16. "Shop Front Whore" – 0:52
17. "Inject Me With AIDS" – 1:03
18. "Toilet Tantalizers" – 1:12
19. "Jeffrey Dahmer's Children's Cookbook" – 1:18
20. "Slowly Raped With a Chainsaw" – 0:45
21. "Shotgun Face Lift" – 1:06
22. "Delicious Dolop" – 1:16
23. "Spray Me With Fecal Matter" – 0:58
24. "A Fraction Off Death" –  1:31
25. "Army of Hermaphrodites" – 1:38
26. "Fuck... I'm Dead" – 2:48

## Materiały bonusowe
- Zdjęcia z Metal For The Brain 2003
- Zdjęcia z trasy Fuck... I'm Dead Perth
- Zdjęcia z imprezy Sydney Harbour
- Trzy, niepublikowane wcześniej piosenki, zagrane na żywo